# 나우루 주재 외국공관 목록

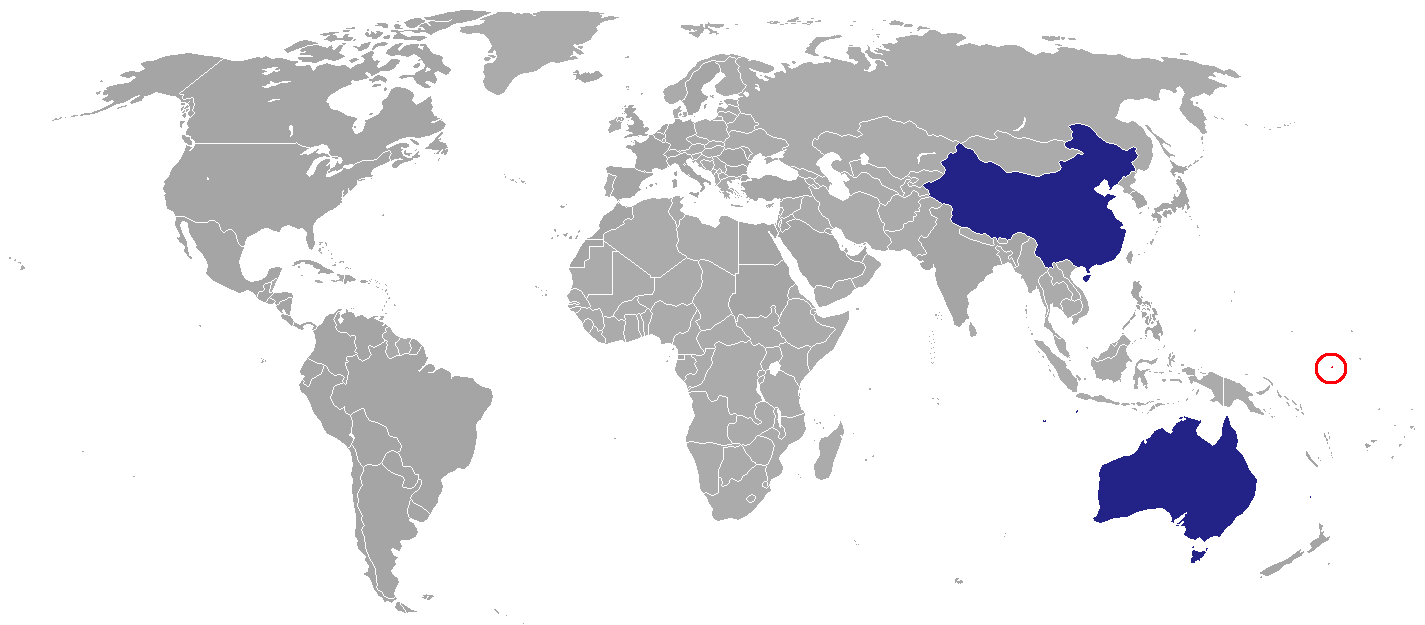
나우루 주재 외국공관들

나우루 주재 외국공관 목록은 나우루에 주재하는 외국공관(대사관, 고등판무관 사무소)과 함께 나우루와 외교 관계는 수립했으나, 나우루에 공관을 설치하지 않은 국가에 대해 다룬다.

## 대사관
나우루
| - 오스트레일리아 (고등판무관 사무소) - 중국 (대사관) |

## 비상주공관
| - 오스트리아 (캔버라) - 벨기에 (캔버라) - 브라질 (캔버라) - 캐나다 (캔버라) - 체코 (마닐라) - 유럽 연합 (수바) - 핀란드 (캔버라) - 프랑스 (수바) - 독일 (캔버라) - 인도 (수바) - 아일랜드 (뉴욕) - 이스라엘 (예루살렘) - 이탈리아 (캔버라) - 일본 (수바) - 대한민국 (수바) - 말레이시아 (수바) - 네덜란드 (캔버라) - 뉴질랜드 (수바) - 필리핀 (캔버라) - 러시아 (캔버라) - 남아프리카 공화국 (캔버라) - 영국 (수바) - 미국 (수바) |

## 같이 보기
- 나우루의 재외공관 목록